# Mutinerie du cuirassé Potemkine
Pour les articles homonymes, voir Potemkine.
Cet article concerne l'évènement historique. Pour le film de Sergueï Eisenstein, voir Le Cuirassé Potemkine.

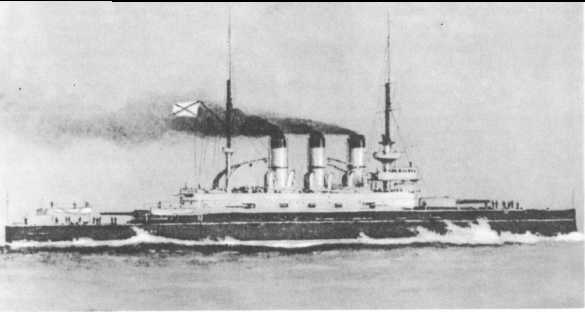
Le cuirassé Potemkine en 1905.

La mutinerie du cuirassé Potemkine est une révolte de marins qui commença le 14 juin 1905 (27 juin dans le calendrier grégorien) à bord du cuirassé Potemkine, dans le contexte de la révolution russe de 1905. Cet épisode est l'un des plus connus de la révolution de 1905, notamment grâce au film Le Cuirassé Potemkine, réalisé vingt ans plus tard par Sergueï Eisenstein. Ce long-métrage a quelque peu estompé la réalité historique en présentant une version romancée de l'événement.

## Contexte
La mutinerie du cuirassé Potemkine, bâtiment de la flotte de la mer Noire, a éclaté alors que l'Empire russe connaissait une vague d'agitation révolutionnaire. Le point de départ de cette série de soulèvements, suscitée à la fois par les injustices sociales et par l'exaspération née des désastres de la guerre contre le Japon, avait été le Dimanche rouge de janvier 1905. Néanmoins, en juin 1905, alors que de nombreux bâtiments de la flotte ont connu des soulèvements, l'équipage du Potemkine se tient encore relativement tranquille. La gravité de la situation militaire durant la guerre contre le Japon a cependant entraîné le transfert sur le front des meilleurs éléments de la flotte de la mer Noire. Les officiers restés sur place sont moins aguerris, et les marins moins disciplinés. Le 25 juin, le capitaine de vaisseau Ievgueni Golikov, commandant du Potemkine, reçoit l'ordre de mettre le cap sur le détroit de Tendra pour y éprouver le tir de ses pièces d'artillerie, avant le début des grandes manœuvres.
La discipline de la marine russe est sévère, et le moral bas à la suite des défaites humiliantes subies par la Russie dans sa guerre contre le Japon. Sur le Potemkine, Golikov fait cependant figure de commandant assez débonnaire : son second, le capitaine de frégate Guiliarovski, est au contraire un homme dur et intransigeant en matière de discipline. À bord du vaisseau se trouve par ailleurs un militant marxiste, le quartier-maître torpilleur Afanassi Matouchenko : prêchant les idées révolutionnaires parmi ses camarades, il réussit à convertir une partie d'entre eux.

## Déroulement de la mutinerie

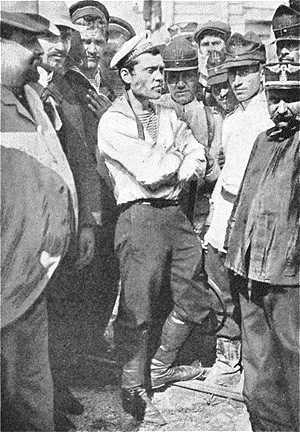
Le principal meneur de la mutinerie, Afanassi Matouchenko (photo prise au débarquement de l'équipage à Constanţa).

La mutinerie du Potemkine trouve son origine dans un problème lié à la nourriture des marins. Le 13 juin 1905 (26 juin dans le calendrier grégorien), le navire est avitaillé : un marin remarque alors que les quartiers de viande semblent avariés, et grouillent d'asticots. Informé du problème, le commandant Golikov demande au médecin du bord, le docteur Smirnov, d'inspecter l'avitaillement ; ce dernier décrète finalement que la viande est saine. 
La rumeur selon laquelle on tente de faire manger à l'équipage de la nourriture avariée se répand rapidement ; le lendemain, les marins refusent de manger le bortsch préparé avec cette viande. Le mécontentement des hommes d'équipage est notamment entretenu par Matouchenko et deux autres marins, Fiodor Mikichkine et Josef Dimtchenko. Le capitaine Guiliarovski, après un échange houleux avec les marins qu'il était venu réprimander, se rend compte de la tension qui règne à bord. Il demande à Smirnov de confirmer son diagnostic, puis informe Golikov de la colère des marins. Le commandant ordonne alors que l'équipage se rassemble sur le pont, afin de s'adresser à ses hommes. Il commence par leur reprocher leur indiscipline : les marins persistant à refuser de manger leur bortsch, Golikov annonce simplement qu'il fera effectuer de nouvelles analyses et qu'il informera le commandant en chef de la flotte du comportement de l'équipage. Il se retire ensuite du pont sans donner d'ordres plus précis, alors que l'agitation persiste. Guiliarovski, réalisant que la zizanie risque de s'installer à bord, ordonne alors aux marins de se mettre au garde-à-vous et réclame une bâche. Traditionnellement, en cas de mutinerie dans la marine impériale russe, les mutins étaient recouverts d'une bâche avant d'être fusillés. Il est possible qu'à ce stade, le second ait simplement voulu bluffer pour impressionner l'équipage. 
Les marins persistant à refuser de manger leur bortsch, Guiliarovski ordonne alors que les « meneurs » soient rassemblés par les hommes d'armes ; ceux-ci s'emparent au hasard d'une douzaine de membres d'équipage. Matouchenko incite alors les hommes du peloton à ne pas s'en prendre à leurs camarades. La colère achève de gagner l'équipage ; plusieurs d'entre eux appellent à s'emparer des armes et à prendre le contrôle du navire. Guiliarovski aurait alors ordonné au peloton de tirer, ce qui n'aurait eu pour effet que d'exciter les marins, tandis que les hommes d'armes, face à la foule, refusaient d'obéir à son ordre. L'un des meneurs, Grigori Vakoulintchouk (en), tire un coup de feu en l'air : Guiliarovski lui tire dessus, le blessant mortellement ; le commandant en second est ensuite à son tour abattu par Matouchenko.
Alors que la masse des marins ne s'est pas encore engagée, une cinquantaine de mutins s'est emparée d'armes : plusieurs officiers subalternes, présents sur le pont, sont tués à leur tour. Le reste des marins est entraîné par le déchaînement de violences. Les autres officiers, parmi lesquels le docteur Smirnov, sont débusqués de leurs cabines et abattus pour la plupart ; six d'entre eux parviennent à sauter à l'eau et à nager jusqu'au torpilleur no 267, conserve du Potemkine. Le commandant Golikov est lui aussi tué, et son cadavre jeté à la mer. Vakoulintchouk, qui succombe à sa blessure peu après la mutinerie, est l'unique victime parmi les matelots. Le pilote du 267 tente de prendre la fuite mais le torpilleur, visé par les canons du Potemkine, doit faire demi-tour et les mutins peuvent en prendre également le contrôle. 
Onze officiers du Potemkine ont survécu à la mutinerie, plusieurs ayant été blessés. L'aumônier du navire a également été molesté par les marins. Le docteur Golenko, assistant de Smirnov, accepte de coopérer avec les mutins pour pouvoir s'occuper des blessés. Le lieutenant de vaisseau Alexeev, lui, collabore plus activement en affirmant qu'il a toujours été du côté des insurgés. Les marins élisent à main levée, pour diriger le cuirassé, un « Comité du peuple » formé de trente membres : Matouchenko en assume la présidence, tandis que Mikichkine et Dimtchenko sont présidents délégués. Le Comité donne la responsabilité des machines à deux ingénieurs mécaniciens, tandis qu'Alexeev reçoit le commandement officiel du navire, sous la supervision des membres du Comité ; dans les faits, Alexeev n'occupe qu'un rôle subordonné, la réalité du pouvoir sur le bateau étant exercée par Matouchenko.

## Événements d'Odessa
Afin d'éviter les bases militaires et les autres bâtiments de la flotte, les marins décident de diriger le navire vers Odessa, ville où ils savent que règne une agitation politique entretenue par des cellules révolutionnaires très actives : depuis Odessa, les mutins peuvent espérer compter sur l'appui de la population locale, et prendre part à la révolution en cours dans l'ensemble du pays. La ville est sous le coup d'une grève générale et a connu de violentes émeutes, réprimées par la troupe et notamment par les Cosaques ; le 27 juin, jour de la mutinerie du Potemkine, le gouverneur militaire d'Odessa, le général Kokhanov, a décrété la loi martiale. Le soir même, le cuirassé mouille l'ancre dans la baie. Le principal meneur de la révolte d'Odessa, l'étudiant Constantin Feldmann, juge que l'arrivée du navire, qui arbore le drapeau rouge, peut faire basculer la situation en faveur des insurgés. Au matin du 28 juin, le Comité du peuple convient d'envoyer des représentants à terre afin d'acheter des vivres et du charbon, de faire amener à terre le corps de Vakoulintchouk, d'adresser des appels à la population et de prendre contact avec les sociaux-démocrates locaux. Une chaloupe est mise à la mer pour envoyer les représentants du navire : ceux-ci sont porteurs d'une proclamation qui demande aux Cosaques et à tous les soldats de déposer les armes et de s'unir aux insurgés d'Odessa, faute de quoi la population devra évacuer la ville, que le Potemkine bombardera. Informé de la situation à Odessa et de la menace posée par le cuirassé, le tsar Nicolas II décide de proclamer l'état de guerre dans la ville.
Le 29 juin, l'arrivée du corps de Vakoulintchouk à Odessa est l'occasion de manifestations politiques : des orateurs incitent la population à poursuivre la révolte. Vers midi, le gouverneur Kokhanov ordonne aux Cosaques de réprimer l'agitation. Durant l'après-midi et jusque dans la nuit, la ville est alors le théâtre d'un déchaînement de violences ; on ignore combien de personnes ont péri à Odessa, certaines estimations allant cependant jusqu'à six mille victimes. Des heurts ont lieu sur l'escalier Richelieu, qui relie le centre-ville au port : une séquence célèbre du film Le Cuirassé Potemkine a montré la troupe tirer sur les manifestants massés sur l'escalier. Cette scène est parfois confondue avec la vérité historique, y compris dans certains ouvrages comme celui de Richard Hough, mais elle semble être en grande partie issue de l'imagination de Sergueï Eisenstein ; Neal Bascomb, auteur d'un autre livre sur l'événement, souligne que si des violences se sont bien déroulées sur l'escalier durant la journée, les Cosaques n'y ont pas chargé avant minuit. 
Entretemps, Feldmann se rend à bord du navire pour obtenir une aide active de la part des marins. Il est reçu par Matouchenko mais découvre que la majorité des mutins, s'ils se réjouissent de la révolution en cours, n'ont pas compris que leur aide pouvait faire basculer la situation dans toute la région : le Potemkine, malgré sa proclamation, n'envisage pas une invasion armée d'Odessa tant que la mutinerie générale n'aura pas gagné toute la flotte. Matouchenko lui-même attend que d'autres navires, dont il escompte qu'ils vont se mutiner, arrivent de Sébastopol : l'équipage du Potemkine ne bougera donc pas de son navire.
Les mutins du Potemkine reçoivent des autorités militaires l'autorisation d'inhumer Vakoulintchouk, ce qui est l'occasion de nouvelles manifestations. Mais la délégation est, lors d'une véritable embuscade, visée par des tirs. Trois de ses membres sont ensuite portés manquants. Matouchenko, entretemps, se rend compte que le reste de la flotte, dont il escomptait des renforts, ne viendra pas à Odessa. Le gouverneur Kokhanov, lui, attend de nouvelles troupes envoyées par l'armée impériale pour réprimer la révolte. Les violences se poursuivent dans la ville ; visant de plus en plus la population juive locale, elles tendent à tourner au pogrom, le gouverneur suscitant délibérément des exactions antisémites pour détourner la colère populaire. Les événements d'Odessa sont couverts par la presse étrangère, qui leur donne, ainsi qu'à la mutinerie du Potemkine, un retentissement international. À bord du navire, Feldmann et ses compagnons finissent par convaincre le Comité de tirer sur le théâtre de la ville où doit se tenir une réunion du conseil militaire. Feldmann s'adresse ensuite aux autres marins, mais une grande partie de ceux-ci se montrent rétifs. La nouvelle de l'embuscade dans la ville fait cependant pencher la balance en faveur du bombardement. Mais l'équipage souhaite éviter de faire des victimes civiles ; aussi le Potemkine se contente-t-il de tirer deux obus, qui ne font que des dégâts matériels. 
Le gouvernement envoie deux escadrons de la flotte de la mer Noire dans le but de reprendre ou de couler le Potemkine. Ils se rassemblent au large de l'île Tendra le 17 juin. Le Potemkine, flanqué du torpilleur no 267, tient tête à la flotte, naviguant à pleine vapeur droit vers le centre de la formation ; la « bataille silencieuse » tourne à l'avantage des mutins : les équipages des deux escadrons refusent d'ouvrir le feu, et l'un des cuirassés, le Georges le Victorieux (Gueorgui Pobedonossets), rejoint même les insurgés. Les escadrons retournent à Sébastopol, tandis que les navires rebelles se dirigent vers Odessa. Feldmann, monté à bord du Gueorgui Pobedonossets, se rend cependant vite compte que l'équipage compte peu de révolutionnaires convaincus, et que la plupart des marins sont plus effrayés qu'autre chose par la portée de leur acte. De retour sur le Potemkine, il informe Matouchenko, qui décide d'envoyer une délégation à bord de l'autre navire ; le docteur Golenko se propose comme émissaire. Mais une fois à bord, il prône la reddition, assurant aux marins du Gueorgui Pobedonossets que la cause de l'insurrection est sans espoir : le navire annonce qu'il va faire route pour Sébastopol puis, menacé par les canons du Potemkine, finit par s'échouer. Devant l'évolution de la situation, les marins du Potemkine décident, pour éviter de devoir se rendre à l'armée russe, de faire route vers la Roumanie. Un autre navire mutiné, le Pruth, arrive à Odessa peu après le départ du Potemkine : découragé en constatant que la ville est toujours tenue par la troupe et que le reste de la flotte ne s'est pas révolté, son équipage fait demi-tour vers Sébastopol.

## Après la mutinerie
Le 19 juin 1905 (2 juillet dans le calendrier grégorien), le cuirassé, toujours flanqué du torpilleur no 267, rallie Constanța, en Roumanie, pour refaire du charbon et des vivres. Le lendemain, la Commission du navire adresse une proclamation « au monde » en exigeant la fin de la guerre contre le Japon et la convocation d'une assemblée constituante en Russie. Les autorités de Constanţa permettent aux marins d'acheter des vivres pour un jour seulement, mais le gouvernement roumain s'oppose à ce que le cuirassé soit avitaillé ; l'équipage hésite sur le choix de leur prochaine destination quand un télégramme du roi Carol Ier arrive, qui leur promet l'asile en Roumanie s'ils consentent à se rendre. Hésitant à accepter l'asile d'un gouvernement qui leur a d'abord refusé tout avitaillement, les marins décident de faire cap vers Théodosie : une chaloupe tente d'explorer les eaux du port de cette ville, mais elle essuie des tirs ; Mikichkine est tué. Le 8 juillet (24 juin), le Potemkine retourne à Constanţa et l'équipage décide finalement de se rendre aux autorités roumaines. La plupart des marins acceptent l'hospitalité de la Roumanie ; plusieurs officiers subalternes, dont le lieutenant Alexeev, refusent, proclamant qu'ils ont été contraints de demeurer sur le Potemkine : ils sont autorisés à regagner Sébastopol à bord du 267. Les vannes du Potemkine sont ouvertes par les marins et le bâtiment s'enfonce dans les eaux du port : la marine impériale récupère ensuite un navire à demi coulé. 

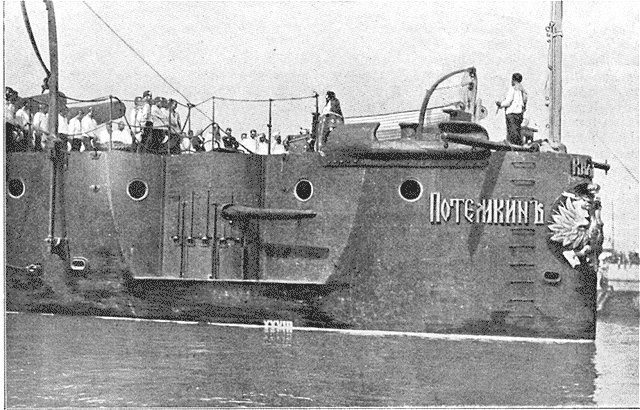
Un pope reçoit, à bord du « Potemkine », le nouveau serment de fidélité au tsar des cinquante repentants.

Les autorités roumaines rendent le cuirassé au gouvernement russe, qui le rebaptise Пантелеймон (Panteleïmon, « Pantaléon/Pantalaimon »). En avril 1917, après la révolution de Février, il est renommé en Potemkine (Князь Потемкин Таврический, Kniaz Potemkine Tavritcheski, « Prince Potemkine Tavritcheski ») puis, le mois suivant, Борец за свободу (Borets za Svobodou, « Combattant de la Liberté »). En avril 1919, pendant la guerre civile russe, il est sabordé en rade de Sébastopol par ses propres officiers, alors que les bolcheviks étaient sur le point de s'en emparer. Il est renfloué, puis finalement démantelé, les dégâts étant irréparables.
Parmi les mutins demeurés en Russie, soixante marins du Potemkine sont jugés ; sept sont condamnés à mort, dix-neuf aux travaux forcés en Sibérie et trente-cinq à vingt ans de prison. Alexeev parvient à convaincre les autorités qu'il n'avait été qu'un instrument innocent. L'étudiant Feldmann est transféré dans une prison civile dont il s'échappe pour gagner l'Autriche ; bénéficiant d'une certaine célébrité, il écrit le premier livre consacré à l'événement, publié à Londres en anglais sous le titre The Revolt of the Potemkin. Les 600 marins accueillis en Roumanie peuvent dans un premier temps s'y établir : ils rencontrent des difficultés à s'adapter à leur pays d'accueil, où ils se regroupent au sein de plusieurs communautés comptant environ 70 personnes chacune. En 1906, certains des anciens mutins se joignent à un soulèvement des socialistes roumains, ce qui rend l'ensemble des marins du Potemkine suspects aux yeux des autorités locales. Une partie sont expulsés de Roumanie pour avoir enfreint leurs conditions d'accueil, et certains refoulés en Russie. Parmi ceux qui ont été renvoyés dans leur pays d'origine, cinq sont condamnés à des peines de travaux forcés allant d'un à vingt ans, et 147 autres à des peines de prison allant de six mois à quatre ans. Matouchenko lui-même, avec quatre autres marins, se voit promettre une amnistie par le gouvernement russe : les cinq camarades rentrent en Russie en 1907. Matouchenko, qui s'installe à Odessa sous un faux nom et se mêle aux milieux anarcho-syndicalistes, est finalement arrêté, condamné à mort et pendu ; il est le seul parmi les mutins à avoir subi la peine de mort. Les autres marins rentrés avec lui sont envoyés en Sibérie. Environ 80 marins expulsés de Roumanie, parmi lesquels Dimtchenko, gagnent en 1908 le Royaume-Uni. Là, ils reçoivent le soutien financier de l'association des « Amis britanniques de la liberté russe », qui les aide à s'embarquer pour le continent américain, où ils pourront espérer recommencer une nouvelle vie. Certains partent au Canada ou aux États-Unis, tandis qu'une trentaine choisit l'Argentine. Certains exilés reviendront en Russie à la faveur de la révolution de 1917, et bénéficieront d'un grand prestige au sein du nouveau régime soviétique,.

## Postérité
Lénine écrivit que la mutinerie du Potemkine avait une importance cruciale, en ce qu'elle était la première tentative de créer l'embryon d'une armée révolutionnaire, alors qu'une bonne partie de l'armée tsariste se rangeait aux côtés des révolutionnaires. Lénine qualifia le Potemkine de « territoire invaincu de la révolution ».

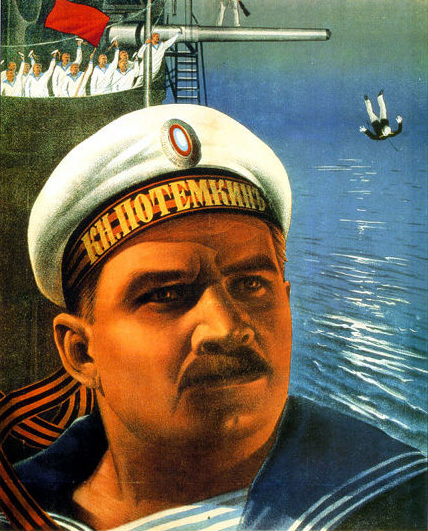
Affiche du film de Sergueï Eisenstein, Le Cuirassé Potemkine (1925).

Restée dans les mémoires comme l'un des épisodes les plus connus de la révolution de 1905, la mutinerie a par la suite été célébrée comme l'un des signes avant-coureurs de la révolution de 1917.
L'épisode a inspiré le film Le Cuirassé Potemkine, réalisé par Sergueï Eisenstein. Commandé au cinéaste par les autorités soviétiques pour célébrer le vingtième anniversaire de la révolution de 1905, ce long-métrage de propagande, qui se distingue notamment par son usage innovant du montage, est considéré comme l'un des plus grands classiques de l'histoire du cinéma. Il a largement contribué à la postérité de la mutinerie et de la révolte d'Odessa. L'un des protagonistes de l'événement, Constantin Feldmann, intervient sur le tournage en qualité de consultant historique et fait également une apparition dans son propre rôle.
La mutinerie est également évoquée dans la chanson Potemkine, composée et interprétée par Jean Ferrat sur des paroles de Georges Coulonges.